# Golfpokal 1984
Die siebte Ausgabe des Golfpokals fand vom 9. März bis zum 28. März 1984 in der omanischen Hauptstadt Maskat statt. Irak gewann seinen zweiten Titel.

## Teilnehmer
- Irak
- Kuwait
- Bahrain
- Katar
- Oman
- Saudi-Arabien
- Vereinigte Arabische Emirate

## Spielort
- Royal Oman Police Stadium

## Modus
Die sieben Mannschaften traten alle gegeneinander an, die Mannschaft mit den meisten Punkten gewann das Turnier, sollte nach sechs Spieltagen zwischen zwei Mannschaften Punktgleichheit herrschen, musste ein Entscheidungsspiel den Sieger feststellen. Direkter Vergleich und Tordifferenz galten nicht.

## Spiele

### Erster Spieltag
|               |   |               |     |
| 9. März 1984  |   |               |     |
| Oman          | – | Bahrain       | 0:1 |
| 10. März 1984 |   |               |     |
| V.A.E.        | – | Kuwait        | 2:0 |
| Katar         | – | Saudi-Arabien | 2:1 |

### Zweiter Spieltag
|               |   |         |     |
| 11. März 1984 |   |         |     |
| Irak          | – | Oman    | 2:1 |
| 12. März 1984 |   |         |     |
| Kuwait        | – | Bahrain | 1:0 |
| V. A. E.      | – | Katar   | 1:0 |

### Dritter Spieltag
|               |   |          |     |
| 15. März 1984 |   |          |     |
| Irak          | – | V. A. E. | 0:0 |
| Saudi-Arabien | – | Oman     | 3:1 |
| 16. März 1984 |   |          |     |
| Katar         | – | Kuwait   | 2:1 |

### Vierter Spieltag
|               |   |               |     |
| 17. März 1984 |   |               |     |
| Irak          | – | Saudi-Arabien | 4:0 |
| 18. März 1984 |   |               |     |
| Katar         | – | Oman          | 2:0 |
| V. A. E.      | – | Bahrain       | 1:1 |

### Fünfter Spieltag
|               |   |         |     |
| 20. März 1984 |   |         |     |
| Saudi-Arabien | – | Kuwait  | 1:1 |
| Irak          | – | Bahrain | 1:0 |
| 21. März 1984 |   |         |     |
| V. A. E.      | – | Oman    | 1:1 |

### Sechster Spieltag
|               |   |          |     |
| 22. März 1984 |   |          |     |
| Katar         | – | Bahrain  | 1:1 |
| Irak          | – | Kuwait   | 3:1 |
| 23. März 1984 |   |          |     |
| Saudi-Arabien | – | V. A. E. | 3:1 |

### Siebter Spieltag
|               |   |         |     |
| 25. März 1984 |   |         |     |
| Katar         | – | Irak    | 2:1 |
| Kuwait        | – | Oman    | 0:0 |
| 26. März 1984 |   |         |     |
| Saudi-Arabien | – | Bahrain | 2:0 |

## Abschlusstabelle
| Pl. | Land          | Sp. | S | U | N | Tore    | Diff. | Punkte |
| --- | ------------- | --- | - | - | - | ------- | ----- | ------ |
| 1.  | Irak          | 5   | 4 | 1 | 0 | 011:400 | +7    | 09     |
| 2.  | Katar         | 5   | 4 | 1 | 0 | 009:500 | +4    | 09     |
| 3.  | Saudi-Arabien | 5   | 3 | 1 | 1 | 009:800 | +1    | 07     |
| 4.  | V. A. E.      | 5   | 3 | 1 | 1 | 005:400 | +1    | 07     |
| 5.  | Bahrain       | 5   | 2 | 0 | 3 | 003:600 | −3    | 04     |
| 6.  | Kuwait        | 5   | 2 | 0 | 3 | 004:800 | −4    | 04     |
| 7.  | Oman          | 5   | 0 | 2 | 3 | 003:900 | −6    | 02     |

## Entscheidungsspiel
|               |   |       |                      |
| 28. März 1984 |   |       |                      |
| Irak          | – | Katar | 1:1 n. V., 3:2 i. E. |

## Statistik
- Bester Spieler: Hussain Said (Irak)

| Name         | Land | Tore |
| ------------ | ---- | ---- |
| Hussain Said | Irak | 7    |